# Sebastian Giovinco
Sebastian Giovinco (sinh ngày 26 tháng 1 năm 1987 tại Torino) là một cầu thủ bóng đá người Ý hiện đang chơi ở vị trí tiền đạo cho Sampdoria tại Serie A. Anh cũng có thể chơi ở vị trí tiền vệ công, nổi bật với những đường rê bóng kỹ thuật và khả năng sáng tạo.
Vì vóc người thấp và kỹ thuật của mình, Giovinco có biệt danh formica atomica (kiến nguyên tử, đặt theo tên một nhân vật hoạt hình).

## Tiểu sử
Giovinco sinh ra tại Torino trong một gia đình nhập cư từ miền Nam nước Ý; mẹ anh đến từ Catanzaro, Calabria trong khi cha anh từ Palermo, Sicilia. Giovinco lớn lên với niềm đam mê bóng đá và thần tượng câu lạc bộ Juventus nơi anh tham gia đội trẻ năm 2001, vào tuổi 14. Anh đã cùng bianconeri giành Campionato Primavera trong mùa bóng 2005-06.

## Sự nghiệp Câu lạc bộ
Sau những thành công trong đội tuyển trẻ, Giovinco được có mặt trong đội một của Juventus và ra sân lần đầu tiên vào ngày 12 tháng 5 năm 2007 trong trận đấu với Bologna tại Serie B, anh vào sân thay cho Raffaele Palladino, và nhanh chóng để lại dấu ấn khi hỗ trợ khá tốt cho David Trezeguet.

### Empoli
Vào ngày 4 tháng 7 năm 2007 Giovinco gia nhập Empoli dưới dạng cho mượn từ Juventus. Anh ghi bàn đầu tiên tại Serie A vào ngày 30 tháng 9 năm 2007 trong màu áo Empoli.
Giovinco gây chú ý khi ghi tiếp bàn thắng thứ hai vài tuần sau đó vào ngày 4 tháng 11. Bàn thắng này giúp Empoli cân bằng tỉ số với A.S. Roma vào phút cuối cùng của trận đấu, bàn thắng được ghi từ quả đá phạt trực tiếp từ cánh phải.

### Trở lại Juve
Vào ngày 26 tháng 6 năm 2008 Giovinco chính thức trở lại Juventus mùa bóng 2008–2009, cũng là cơ hội để anh chơi bóng tại đấu trường UEFA Champions League.
Trận đầu tiên cho Juventus của anh là trận đấu với Catania vào ngày 24 tháng 9. Giovinco vào sân thay cho đồng đội Pavel Nedvěd, và tạo điều kiện cho Amauri ghi bàn giúp Juventus vượt lên dẫn 1-0. Bàn thắng đầu tiên trong màu áo Juventus được ghi trong trận đấu với Lecce vào ngày 7 tháng 12 năm 2008 từ một tình huống cố định. Vào tháng 10 năm 2008, anh gia hạn hợp đồng với Juventus, kéo dài đến năm 2013. Anh kết thúc mùa giải, ghi được 3 bàn thắng trên tất cả các mặt trận.
Dù khởi đầu mùa giải khả quan, Giovinco không được ra sân thường xuyên vì không phù hợp với sơ đồ 4-4-2 của ông Ranieri. Việc Diego cập bến Juventus, vào hè 2009, đẩy Giovinco vào ghế dự bị nhưng huấn luyện viên mới Ciro Ferrara xác nhận anh sẽ là người dự bị cho ngôi sao người Brazil. Trong cơ hội ra sân hiếm hoi của mình, Giovinco góp phần giúp Juventus giành chiến thắng áp đảo 5-1 trước Sampdoria. Dưới thời người kế nhiệm Ferrara, Alberto Zaccheroni, anh càng hiếm khi ra sân do sự thay đổi chiến thuật. Vào tháng tư, Giovinco dính chấn thương buộc anh phải nghỉ thi đấu đến hết mùa giải.

### Parma
Vào tháng 8, Parma thông báo chính thức có được sự phục vụ của Giovinco theo dạng cho mượn từ Juventus, kèm với quyền sở hữu 50% vào cuối mùa giải. Giovinco ghi bàn thắng đầu tiên cho Parma vào ngày 12 tháng 9 năm 2010, từ một tình huống cố định, trong trận thua 2-1 trước Catania.

### Toronto FC
Ngày 19 tháng 1 năm 2015, Giovinco ký hợp đồng với đội bóng của Canada Toronto FC ở Giải MLS. Anh ký hợp đồng 5 năm với đội bóng và nhận mức lương 7 triệu USD 1 năm và trở thành cầu thủ Ý nhận lương cao nhất thế giới. Anh thi đấu rất thành công ở đội bóng mới và trở thành thần tượng ở đội bóng mới. Ngày 19 tháng 9 năm 2015, chỉ sau 8 tháng ở đội bóng mới Giovinco đã có 21 bàn trên các mặt trận và lọt vào top 5 danh sách ghi bàn trong lịch sử câu lạc bộ.

### Al-Hilal
Vào ngày 30 tháng 1 năm 2019, Toranto FC đã bán Giovinco cho câu lạc bộ Al-Hilal với mức phí chuyển nhượng không được tiết lộ

## Sự nghiệp Quốc tế
Giovinco đã tham gia đội tuyển trẻ của Ý từ năm 16 tuổi. Anh có tên trong danh sách đội tuyển Ý U-21 của huấn luyện viên Pierluigi Casiraghi, vào ngày 1 tháng 6 năm 2007 đánh dấu lần đầu tiên xuất hiện của Giovinco tại cấp độ này, đó là trận đấu loại với Albania. Anh chính là cầu thủ kiến tạo cho Acquafresca ghi bàn giúp tuyển Ý thắng 1-0.
Anh cũng tham gia Giải Toulon 2008, anh còn được bình chọn là cầu xuất sắc nhất giải và ghi hai bàn thắng. Sau khi đánh bại Chile 1-0 tại trận chung kết, Giovinco cùng đồng đội giành Giải Toulon 2008.
Giovinco sau đó tham dự Thế vận hội 2008 đại diện cho tuyển Ý. Anh ghi bàn thắng đầu tiên trong chiến thắng 3-0 của tuyển Ý trước Honduras. Cuộc chinh phục chiếc huy chương vàng của Giovinco kết thúc khi tuyển Ý thua Bỉ 2-3 tại tứ kết.
Giovinco thi đấu trận đầu tiên ở vòng loại Giải bóng đá vô địch thế giới 2014 cho Ý khi đối đầu với Bulgaria ở Sofia. Anh ghi bàn thắng đầu tiên cho Ý ở trận gặp Nhật Bản tại Cúp Liên đoàn các châu lục 2013.
Vào ngày 14 tháng 10 năm 2014 Giovinco được gọi trở lại đội tuyển bởi huấn luyện viên cũ của anh - Antonio Conte - để chuẩn bị cho vòng loại Euro 2016.

## Thống kê sự nghiệp

### Câu lạc bộ
Tính đến 6 tháng 10 năm 2018.
| Câu lạc bộ          | Mùa giải            | Giải đấu            | Giải đấu | Giải đấu | Cúp quốc gia1 | Cúp quốc gia1 | Châu lục2 | Châu lục2 | Khác3 | Khác3 | Tổng cộng | Tổng cộng | Ref.         |
| Câu lạc bộ          | Mùa giải            | Hạng                | Trận     | Bàn      | Trận          | Bàn           | Trận      | Bàn       | Trận  | Bàn   | Trận      | Bàn       | Ref.         |
| ------------------- | ------------------- | ------------------- | -------- | -------- | ------------- | ------------- | --------- | --------- | ----- | ----- | --------- | --------- | ------------ |
| Juventus            | 2006–07             | Serie B             | 3        | 0        | 0             | 0             | —         | —         | —     | —     | 3         | 0         | [ 9 ]        |
| Juventus            | 2008–09             | Serie A             | 19       | 2        | 3             | 1             | 5         | 0         | —     | —     | 27        | 3         | [ 10 ]       |
| Juventus            | 2009–10             | Serie A             | 15       | 1        | 0             | 0             | 4         | 0         | —     | —     | 19        | 1         | [ 10 ]       |
| Juventus            | 2012–13             | Serie A             | 31       | 7        | 3             | 2             | 7         | 2         | 1     | 0     | 42        | 11        | [ 10 ]       |
| Juventus            | 2013–14             | Serie A             | 17       | 2        | 2             | 1             | 11        | 0         | —     | —     | 30        | 3         | [ 10 ]       |
| Juventus            | 2014–15             | Serie A             | 7        | 0        | 1             | 2             | 3         | 0         | —     | —     | 11        | 2         | [ 10 ]       |
| Juventus            | Tổng cộng           | Tổng cộng           | 92       | 12       | 9             | 6             | 30        | 2         | 1     | 0     | 132       | 20        | —            |
| Empoli (mượn)       | 2007–08             | Serie A             | 35       | 6        | 1             | 0             | 1         | 0         | —     | —     | 37        | 6         | [ 10 ]       |
| Parma (mượn)        | 2010–11             | Serie A             | 30       | 7        | 2             | 0             | —         | —         | —     | —     | 32        | 7         | [ 10 ]       |
| Parma (mượn)        | 2011–12             | Serie A             | 36       | 15       | 2             | 1             | —         | —         | —     | —     | 38        | 16        | [ 10 ]       |
| Parma (mượn)        | Tổng cộng           | Tổng cộng           | 66       | 22       | 4             | 1             | —         | —         | —     | —     | 70        | 23        | —            |
| Toronto FC          | 2015                | MLS                 | 33       | 22       | 1             | 1             | —         | —         | 1     | 0     | 35        | 23        | [ 9 ] [ 10 ] |
| Toronto FC          | 2016                | MLS                 | 28       | 17       | 3             | 1             | —         | —         | 6     | 4     | 37        | 22        | [ 9 ] [ 10 ] |
| Toronto FC          | 2017                | MLS                 | 25       | 16       | 3             | 3             | —         | —         | 4     | 1     | 32        | 20        | [ 9 ] [ 10 ] |
| Toronto FC          | 2018                | MLS                 | 26       | 12       | 1             | 1             | 8         | 4         | 1     | 0     | 36        | 17        | [ 9 ] [ 10 ] |
| Toronto FC          | Tổng cộng           | Tổng cộng           | 112      | 67       | 8             | 6             | 8         | 4         | 12    | 5     | 140       | 82        | —            |
| Tổng cộng sự nghiệp | Tổng cộng sự nghiệp | Tổng cộng sự nghiệp | 305      | 107      | 22            | 13            | 39        | 6         | 13    | 5     | 379       | 131       | —            |

- 1.^ Bao gồm Italian Cup và Canadian Championship.
- 2.^ Bao gồm UEFA Champions League, UEFA Cup/UEFA Europa League, và CONCACAF Champions League.
- 3.^ Bao gồm Italian Super Cup và MLS Cup playoffs.

### Đội tuyển quốc gia

#### Thống kê
Tính đến 13 tháng 10 năm 2015
| Ý         | Ý    | Ý   |
| Năm       | Trận | Bàn |
| --------- | ---- | --- |
| 2011      | 6    | 0   |
| 2012      | 8    | 0   |
| 2013      | 3    | 1   |
| 2014      | 4    | 0   |
| 2015      | 2    | 0   |
| Tổng cộng | 23   | 1   |

#### Bàn thắng quốc tế
Scores and results list Italy's goal tally first.
| #  | Ngày                     | Địa điểm                         | Đối thủ  | Bàn thắng | Kết quả | Giải đấu        |
| -- | ------------------------ | -------------------------------- | -------- | --------- | ------- | --------------- |
| 1. | ngày 19 tháng 6 năm 2013 | Arena Pernambuco, Recife, Brasil | Nhật Bản | 4–3       | 4–3     | Confed Cup 2013 |

## Vinh dự

### Câu lạc bộ
- 2005–06 Torneo di Viareggio (Juventus)
- 2005-06 Campionato Primavera (Juventus)
- 2006–07 Serie B (Juventus)

### Quốc tế
- 2008 International Tournament of Toulon (Italy U-21)